# 1396
Năm 1396 là một năm trong lịch Julius.

## Sự kiện
- Tiền giấy đầu tiên của Việt Nam ra đời dưới nhà Trần
- Năm kết thúc chiến tranh Việt-Chiêm (1367-1396)
- Trận Nicopolis nổ ra vào ngày 25 tháng 9 năm 1396